# Wechselobjektiv

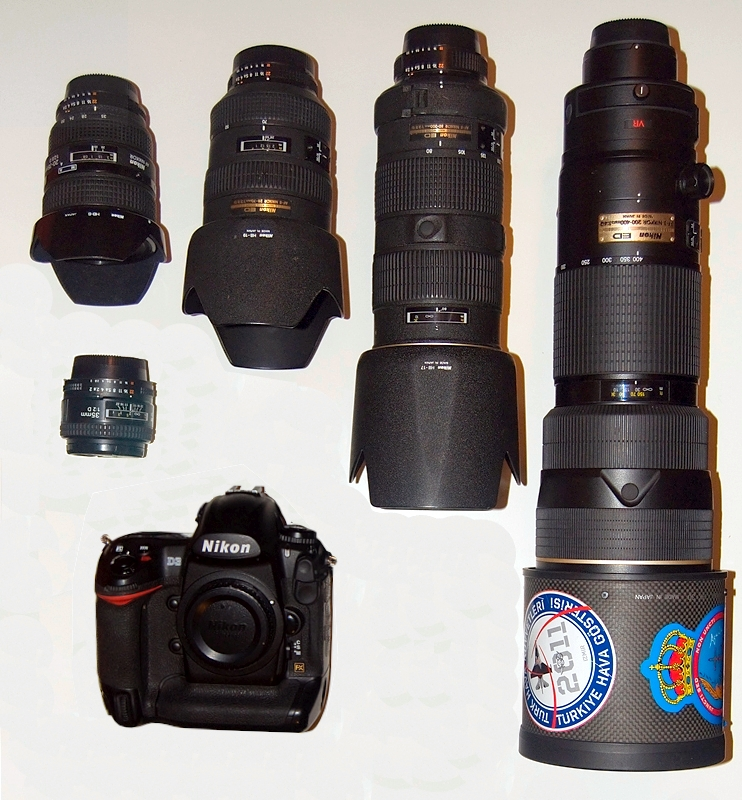
Eine digitale Spiegelreflexkamera (li. unten) mit fünf Objektiven: Links oberhalb der Kamera ist ein 35-mm-Weitwinkelobjektiv, herstellerunabhängig eines der kleinsten Objektive. Rechts oben nebeneinander vier Zoom-Teleobjektive mit unterschiedlichen Brennweitenbereichen, wobei Länge und Durchmesser mit der Brennweite und der maximalen Öffnung (Lichtstärke) korrelieren.

Wechselobjektive sind in der Fototechnik solche Objektive, die durch einen Bajonett- oder Schraubverschluss an einem Kameragehäuse befestigt werden können. Wechselobjektive bilden zusammen mit dem Kameragehäuse wesentliche Teile eines Kamerasystems. Im Wechselobjektiv ist zumeist eine Blende enthalten; der Verschluss befindet sich ganz überwiegend im Kameragehäuse.
Objektivadapter ermöglichen es, Objektive anderer Hersteller oder Objektive mit anderen Anschlüssen zu verwenden.

## Funktionen
Die Blendeneinstellung erfolgt manuell meist mit Hilfe eines Einstellringes oder automatisch über die Belichtungssteuerung des Kameragehäuses. Modernere Wechselobjektive können Blendenwerte automatisch mit der Kameratechnik im Gehäuse austauschen, so dass Abblenden zur Blendeneinstellung überflüssig ist. Auch die Brennweite kann bei Zoomobjektiven über einen Einstellring, bei einigen Modellen auch mit einem elektrischen Wippschalter oder mit der Kamerasteuerung eingestellt werden.
Objektive von digitalen Kamerasystemen, die in der Regel mit eigenem Datenprozessor und Firmware ausgestattet sind, können weitere Daten mit dem Kameragehäuse austauschen: Zusätzlich zu den Blendenwerten in der Regel noch der Hersteller, Objektivbezeichnung, Seriennummer, Software-Version, Motiventfernung, sowie minimale, maximale und aktuelle Brennweite. Bei modernen Kamerasystemen können zudem auch die für verschiedene Brennweiten und Blenden auftretenden Abbildungsfehler (Randlichtabfall, chromatische Aberration und Verzeichnung) übertragen werden.

## Kategorien

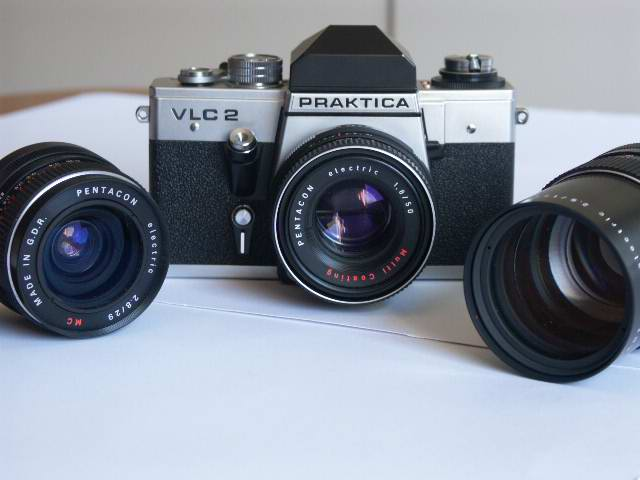
Spiegelreflexkamera mit Weitwinkel-, Normal- und Teleobjektiv

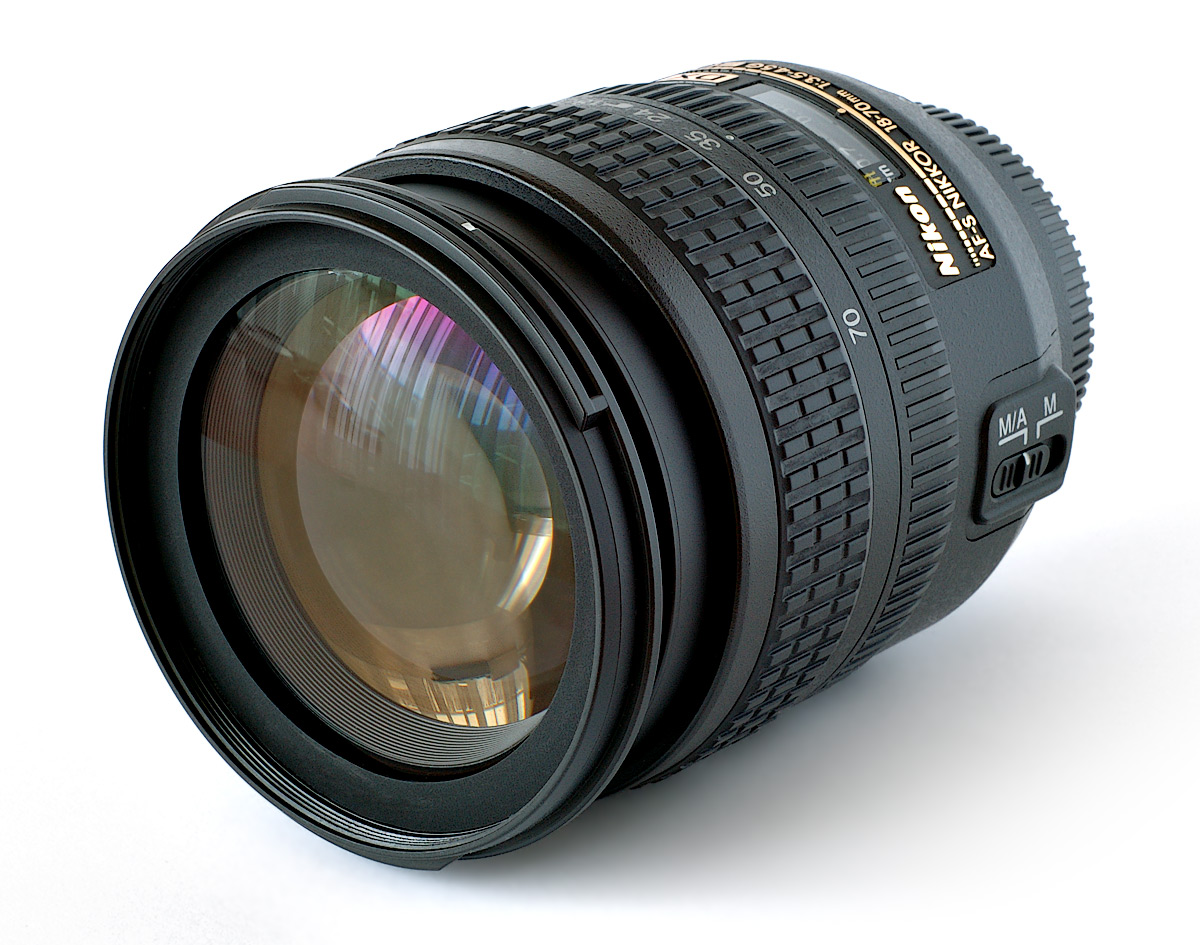
Nikon 18-70-mm-Objektiv

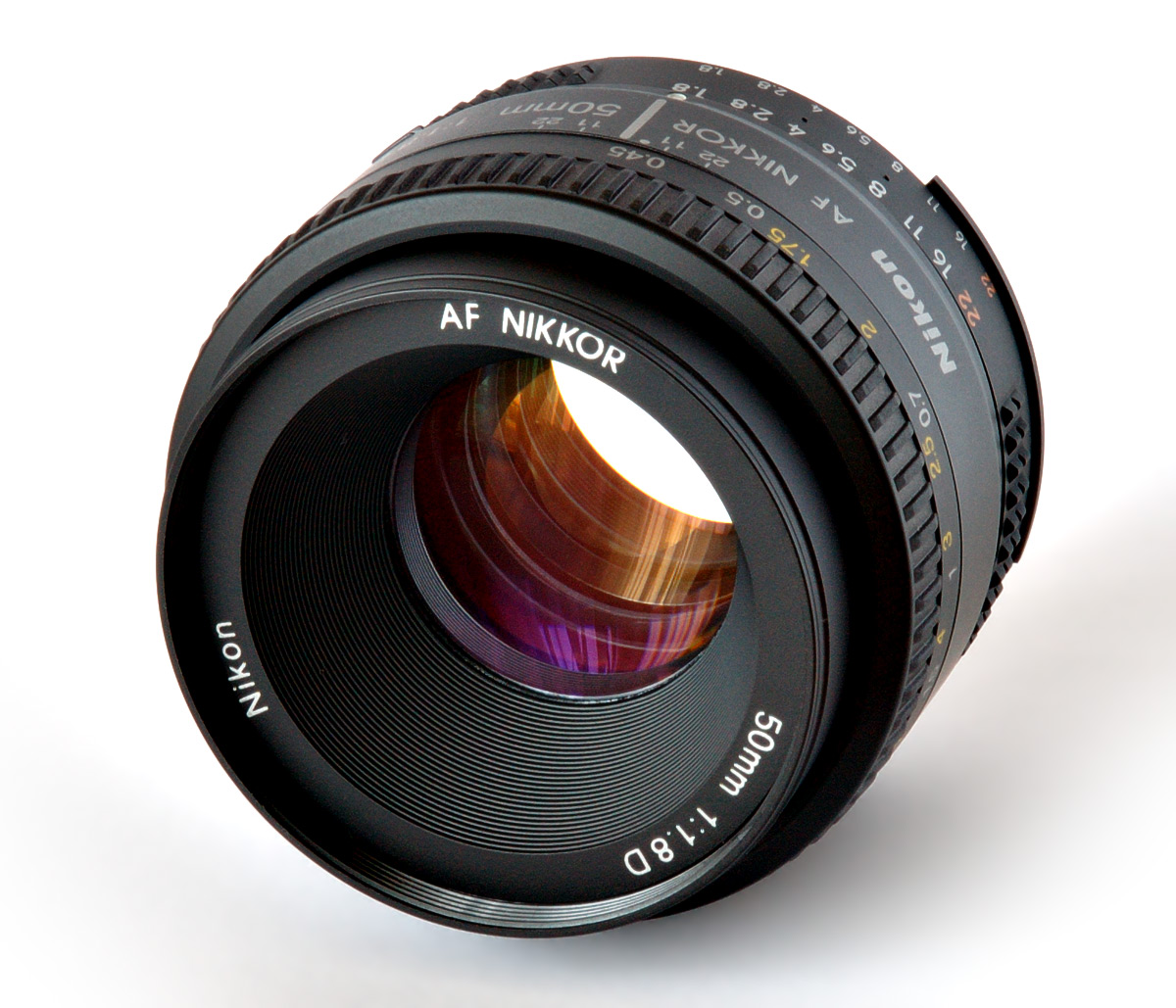
Nikon 50-mm-Objektiv mit maximal geöffneter Blende

Grob unterteilen lassen sich Wechselobjektive in
- Objektive mit automatischer Scharfeinstellung (Autofokus) und
- Objektive mit manueller Scharfeinstellung.

Weiterhin ist zu unterscheiden zwischen:
- Festbrennweiten – bieten nur eine einzige, nicht veränderliche Brennweite, z. B. 35 oder 90 oder 200 mm; möchte man unterschiedliche Brennweiten benutzen, benötigt man mehrere einzelne Festbrennweiten. Festbrennweiten ermöglichen in der Regel eine höhere Bildqualität als Zoomobjektive.
- Zoomobjektiven – Objektive mit veränderlicher Brennweite. Zoomobjektive werden unter anderem durch ihren Zoomfaktor charakterisiert und erlauben beispielsweise die Überbrückung eines Brennweitenbereiches von 28 bis 200 mm, das heißt bei der Kleinbildfotografie vom Weitwinkelbereich bis hinein in den Telebereich ohne Objektivwechsel. Sie erlauben daher einen verringerten Umfang der Ausrüstung und ermöglichen geringere Anschaffungskosten. Dabei müssen jedoch oft Abstriche in Bezug auf die Lichtstärke und die Bildqualität gegenüber den entsprechenden Festbrennweiten in Kauf genommen werden. Durch die konstruktiv bedingte größere Linsenanzahl ist auch der Bildkontrast etwas geringer

Eine weitere Unterscheidung von Wechselobjektiven ist möglich nach folgenden Kriterien:
- Anschluss an das Kameragehäuse
  - Schraubgewinde, z. B. M 39 oder M 42
  - Verschiedenste, meist untereinander inkompatible Bajonettanschlüsse der Kamerahersteller
- Brennweite bzw. Brennweitenbereich:
  - Fischaugenobjektiv
  - Weitwinkelobjektiv
  - Normalobjektiv
  - Teleobjektiv
- Lichtstärke, das heißt die größt- oder kleinstmögliche Blendenöffnung bzw. maximale oder minimale Lichtstärke:
  - Lichtstarke Objektive mit Anfangsblenden im Bereich von etwa F1:1,2 bis F1:2,8,
  - Standardobjektive mit Anfangsblenden im Bereich von etwa F1:2,8 bis F1:5,6,
  - Lichtschwache Objektive mit Anfangsblenden ab etwa F1:5,6.
- Anwendungsgebiet und Verwendungszweck:
  - Porträtobjektiv
  - Makro-Objektiv u. a.
- Diverse weitere Konstruktions- und Ausstattungsmerkmale wie Autofokus, Innenfokussierung, Integration eines Ultraschall-Motors zur automatischen Fokussierung, einer elektronischen Funktion, die Verwacklungen automatisch ausgleicht (Bildstabilisierung) usw.
  - Autofokus-Objektiv
  - Spiegellinsenobjektiv
  - Shift-Objektiv
  - Tilt-Objektiv u. a.

Bei Wechselobjektiven mit herausragenden Konstruktionsmerkmalen oder eng begrenzten Anwendungsgebieten spricht man auch von Spezialobjektiven; Beispiele hierfür sind Makro-Zoomobjektive sowie Shift-Objektive und Tilt-Objektive.